# Base aérea de Rhein-Main

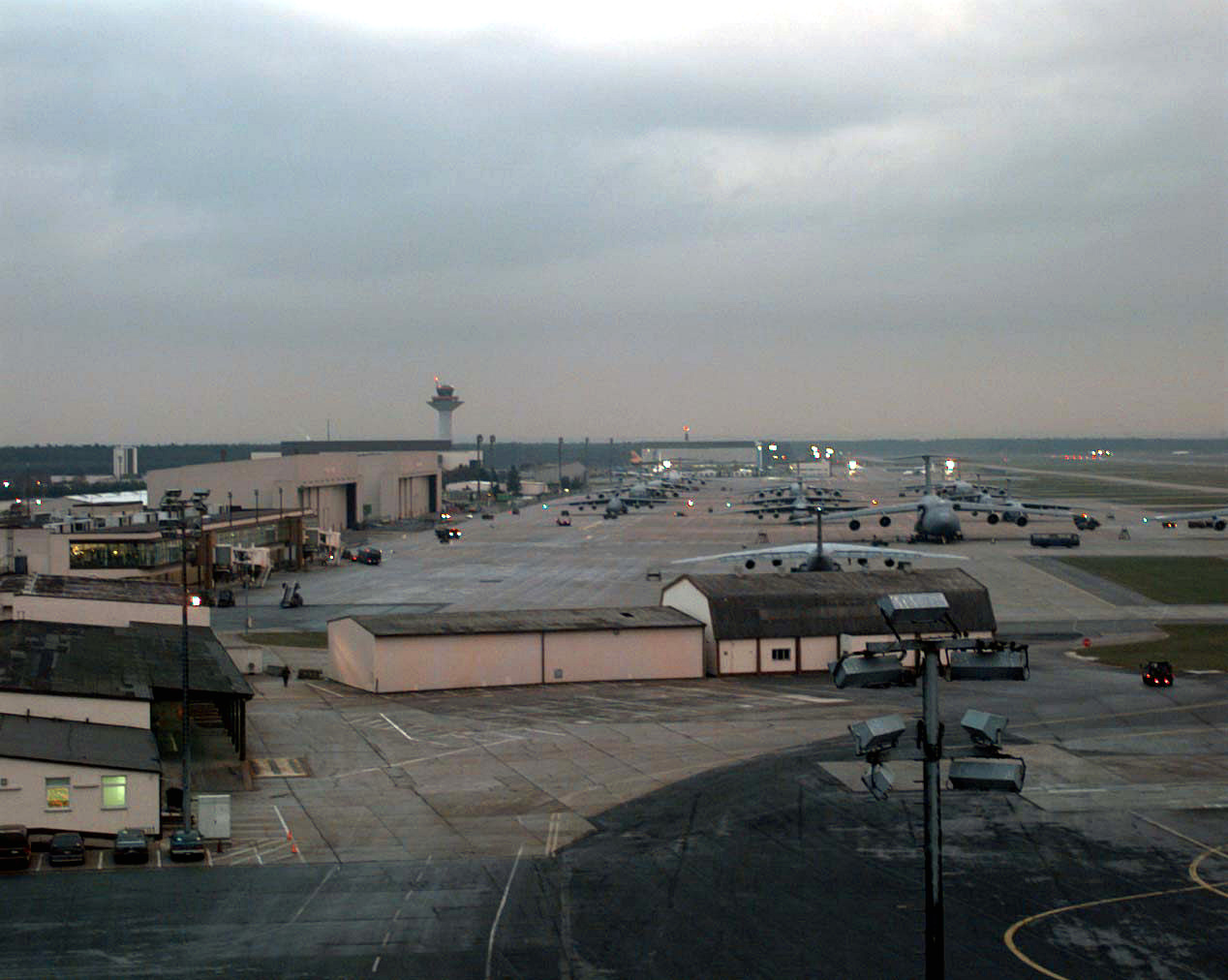
Visão geral da base em 1995.

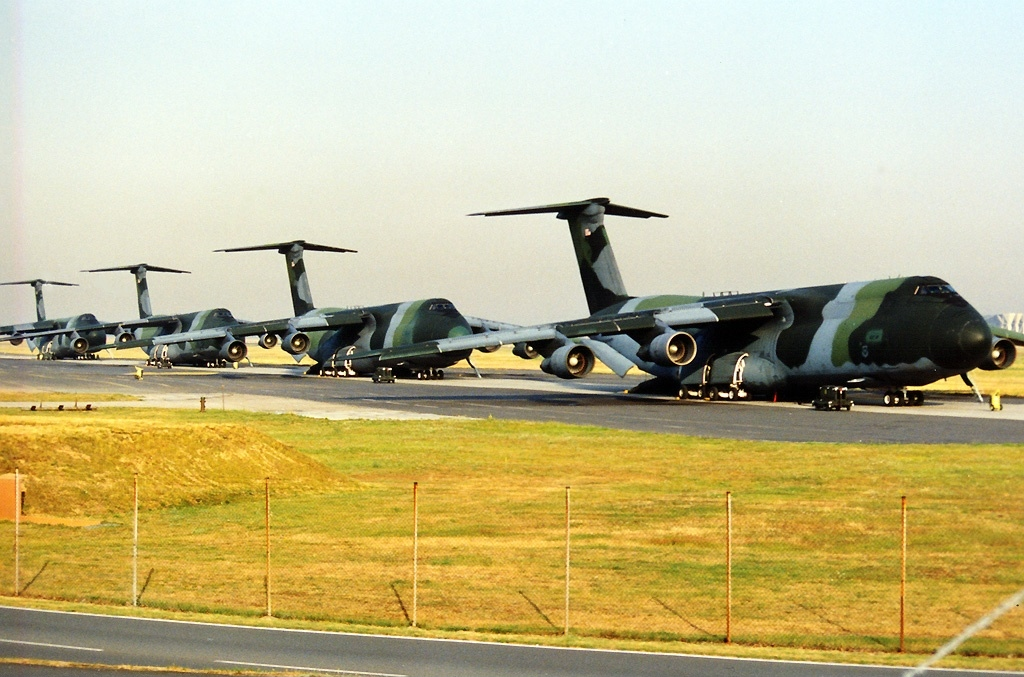
Um grupo de C-5 Galaxy na Base aérea de Rhein-Main.

Base Aérea de Rhein-Main foi uma base aérea da OTAN e da Força Aérea dos Estados Unidos existente perto da cidade de Frankfurt, na Alemanha, entre 1945 e 31 de dezembro de 2005, ocupando a parte sul do Aeroporto Internacional de Frankfurt, quando foi aterrada e ali construído um terceiro terminal de passageiros para os voos comerciais do aeroporto.
A base foi de extrema importância em 1948, permitindo a aterrissagem de centenas de aviões carregados de mantimentos para a população de Berlim Ocidental, durante o Bloqueio de Berlim pelos soviéticos.
Conhecida como "Portão de Entrada da Europa", a base operava com grandes aviões militares cargueiros e de transporte de tropas como o C-130 Hercules, C-5 Galaxy, C-141 Starlifter, C-17 Globemaster III e KC-10 Extender diariamente, sendo o principal ponto de chegada das forças militares norte-americanas na Europa.